# Montalcino
Montalcino ist eine italienische Gemeinde mit 5605 Einwohnern (Stand 31. Dezember 2023) in der Provinz Siena der Region Toskana.

## Geografie

Lage von Montalcino in der Provinz Siena

Die Gemeinde (zu deutsch etwa: Steineichenberg, von Steineiche (Quercus ilex) stammend und im Ortswappen verankert) erstreckt sich über 243 km². Sie liegt ca. 31 km südöstlich der Provinzhauptstadt Siena und 81 km südöstlich der Regionalhauptstadt Florenz im Val d’Orcia nahe der Via Cassia und der Via Francigena in der klimatischen Einordnung italienischer Gemeinden in der Zone E, 2308 GG. Die Flüsse Asso, Ente, Merse, Ombrone und Orcia durchqueren das Gemeindegebiet. Der Ortskern ist in die Viertel (Quartieri) Borghetto (weiß-rote Farben), Pianello (weiß-blaue Farben), Ruga (gelb-blaue Farben) und Travaglio (gelb-rote Farben) aufgeteilt.
Die Gemeinde gliedert sich in die Ortsteile Camigliano (234 m, ca. 40 Einwohner), Castelnuovo dell’Abate (385 m, ca. 340 Einwohner), Monte Amiata (186 m, ca. 30 Einwohner, zum Teil auch Ortsgebiet von Castiglione d’Oricia), Montisi (413 m, ca. 330 Einwohner), San Giovanni d’Asso (310 m, ca. 850 Einwohner), Sant’Angelo in Colle (444 m, ca. 160 Einwohner), Sant’Angelo Scalo (106 m, ca. 185 Einwohner), Tavernelle (302 m, ca. 25 Einwohner) und Torrenieri.
Die Nachbargemeinden  sind Asciano, Buonconvento, Castel del Piano (GR), Castiglione d’Orcia, Cinigiano (GR), Civitella Paganico (GR), Murlo, San Quirico d’Orcia und Trequanda.

## Geschichte

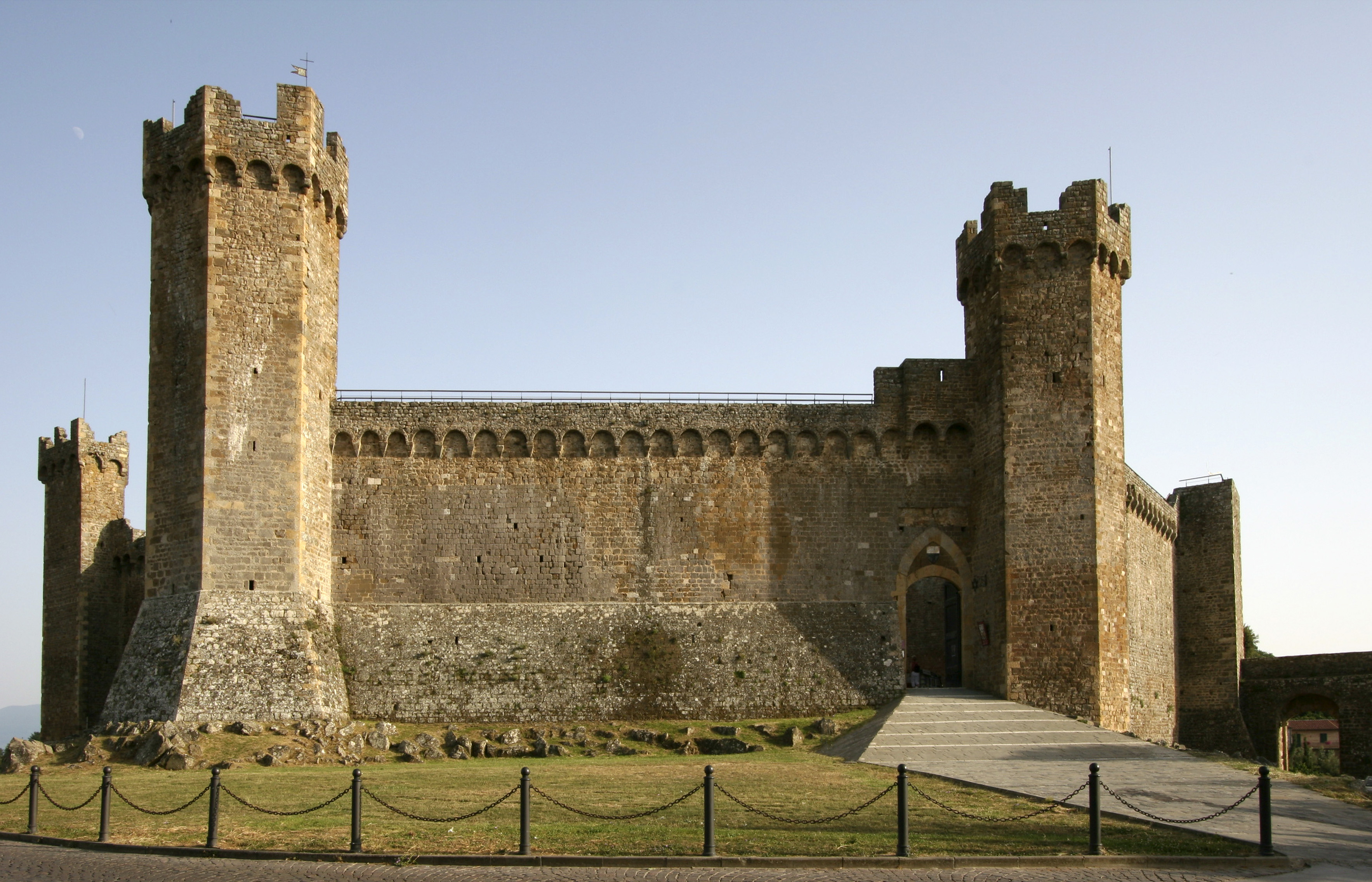
Die Festung von Montalcino

Von den Etruskern schon besiedelt, wurde das Gebiet um den Mons Ilcinus am 29. Dezember 814 von Ludwig dem Frommen an die Mönche der Abtei Sant’Antimo vergeben. Ab 1198 versuchte Siena den Ort unter Kontrolle zu bringen, was 1202 nach dem Friedensvertrag von Fonterutoli (heute Ortsteil von Castellina in Chianti) mit Florenz im Jahr 1201 dann auch geschah. Hierbei wurden die bis dahin vorhandene Stadtmauer und Befestigungen zerstört. In den darauffolgenden Jahren wurde der Ort zum Spielball der Mächte aus Siena und Florenz, wobei der Ort gelegentlich seine Freiheit wiedererlangte, danach aber wieder von den Sienesern bedrängt wurde, wie z. B. 1252, als Siena den Ort belagerte und Florenz zur Hilfe eilte. Nach der Schlacht von Montaperti 1260 und dem damit verbundenen Sieg von Siena über Florenz fiel der Ort endgültig in den Seneser Einflussbereich. Der relative Frieden hielt in Montalcino circa ein Jahrhundert, dann kam es zu Konflikten mit der Gemeinde, die Flüchtigen aus Siena Zuflucht gewährte. So wurden 1355 Truppen aus Siena ausgesandt, um den Ort wieder auf Linie zu bringen. Die Friedensvereinbarung aus dem Jahr 1361 enthielt die Zusage aus Montalcino, keine Flüchtigen mehr zu unterstützen, Siena gewährte als Gegenleistung den Bürgern aus Montalcino die Seneser Staatsbürgerschaft und errichtete die Fortezza (Festung, auch Rocca genannt). Zudem verstärkte Siena die Stadtmauern, an der die Truppen von Clemens VII. 1525 scheiterten. Montalcino widerstand auch den Angriffen der Medici und den spanischen Einheiten im Krieg zwischen Florenz und Siena 1553. Siena seinerseits musste sich der Belagerung der Stadt durch Florenz am 21. April 1555 ergeben. Daraufhin wurde in Montalcino eine Schattenrepublik Sienas (Repubblica di Siena riparata in Montalcino) errichtet, die unter Piero Strozzi und Blaise de Monluc (Biagio di Monluc) bis 1559, dem Frieden von Cateau-Cambrésis, anhielt und dann in das Großherzogtum Toskana eingegliedert wurde. Die historische Verbundenheit zu Siena zeigt sich noch heute im Vorfeld des Palio di Siena, wo bei der historischen Parade (passeggiata storica, auch corteo storico genannt) nur zwei Gemeinden von außerhalb teilnehmen dürfen: Massa Marittima und Montalcino.
Zum 1. Januar 2017 fusionierte der Ort mit der Nachbargemeinde San Giovanni d’Asso, der Ortsname Montalcino blieb bestehen.

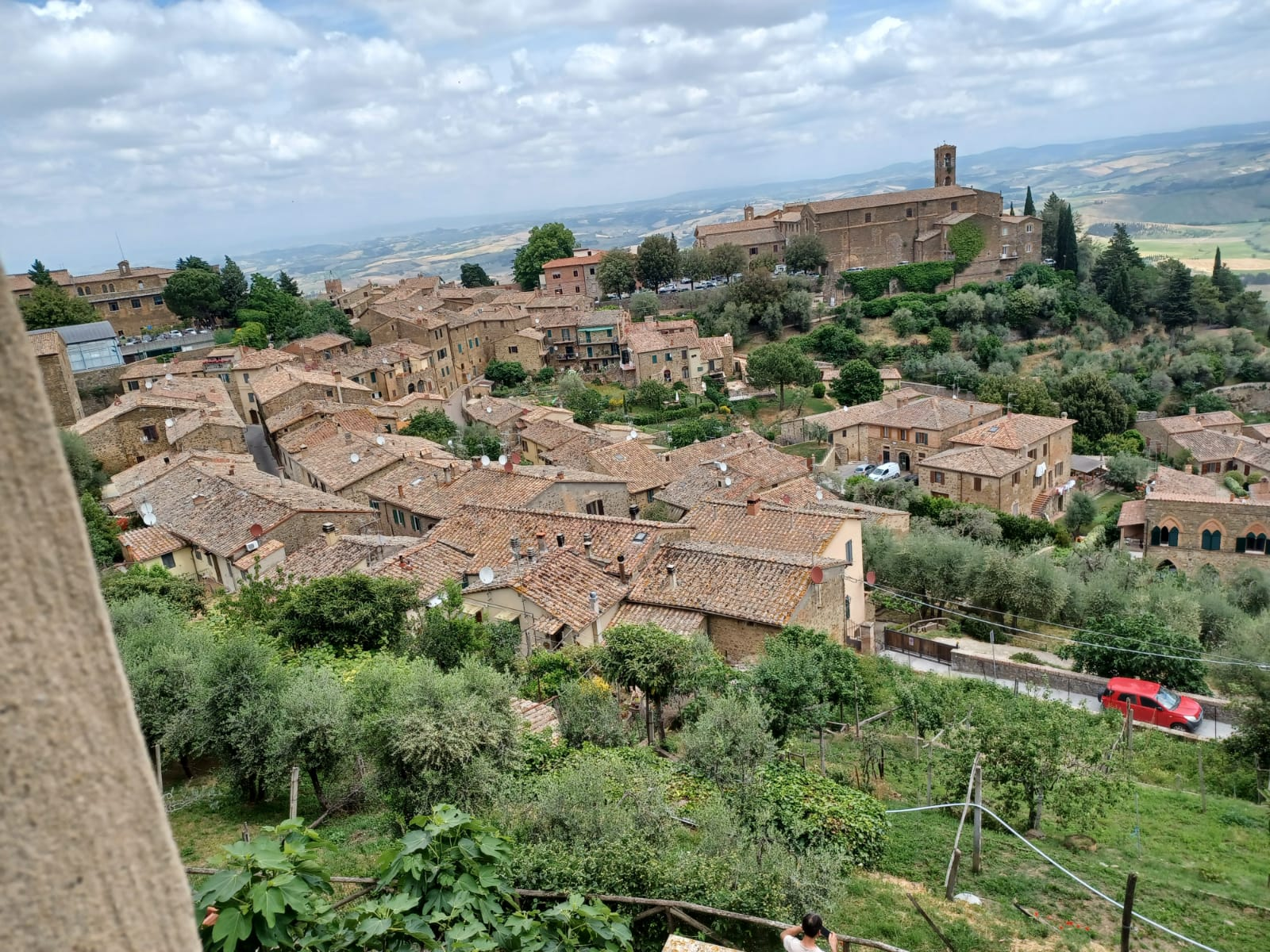
Blick über Montalcino

## Sehenswürdigkeiten

### Innerhalb der Stadtmauern

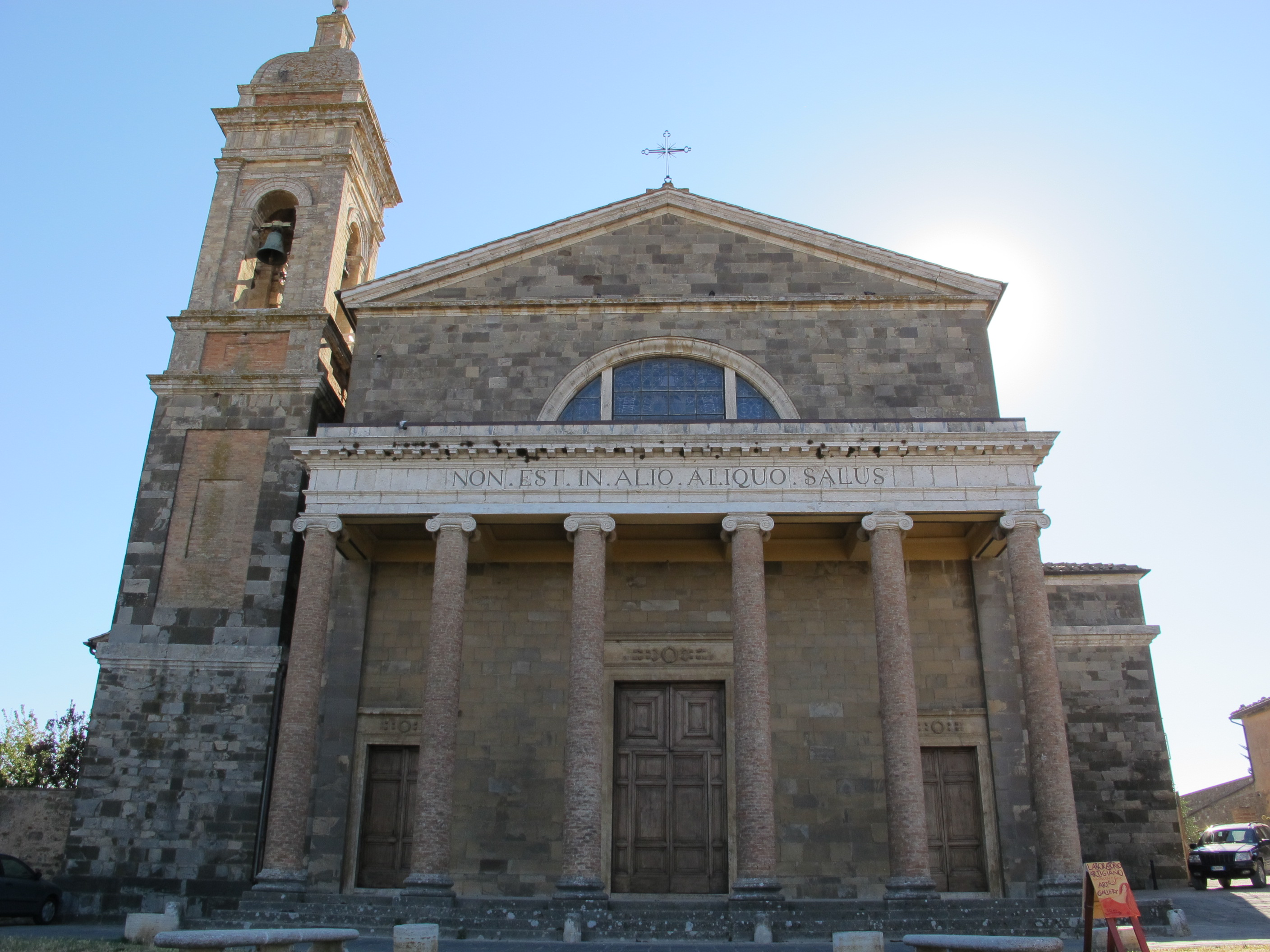
San Salvatore, der Dom von Montalcino

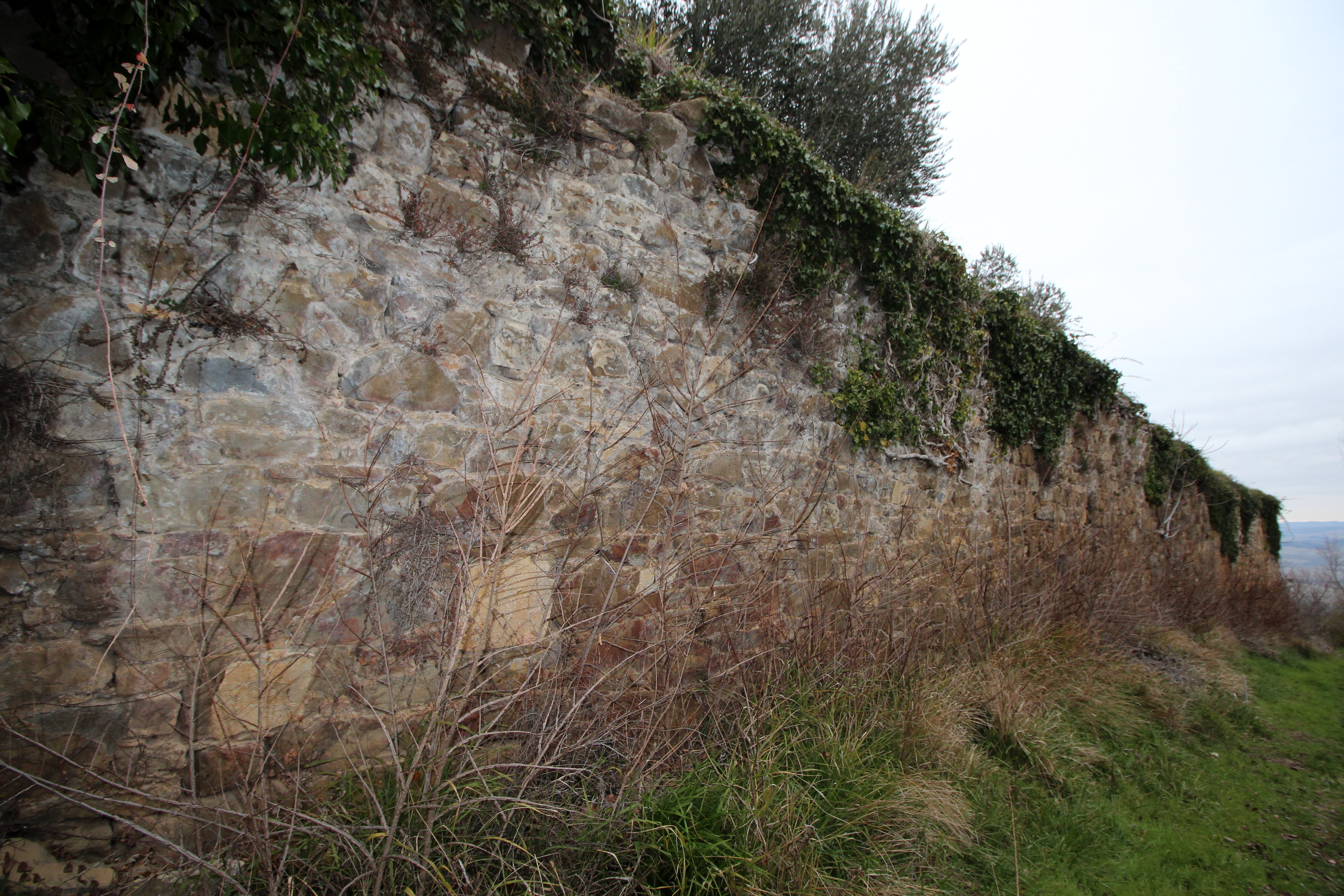
Reste der Stadtmauer

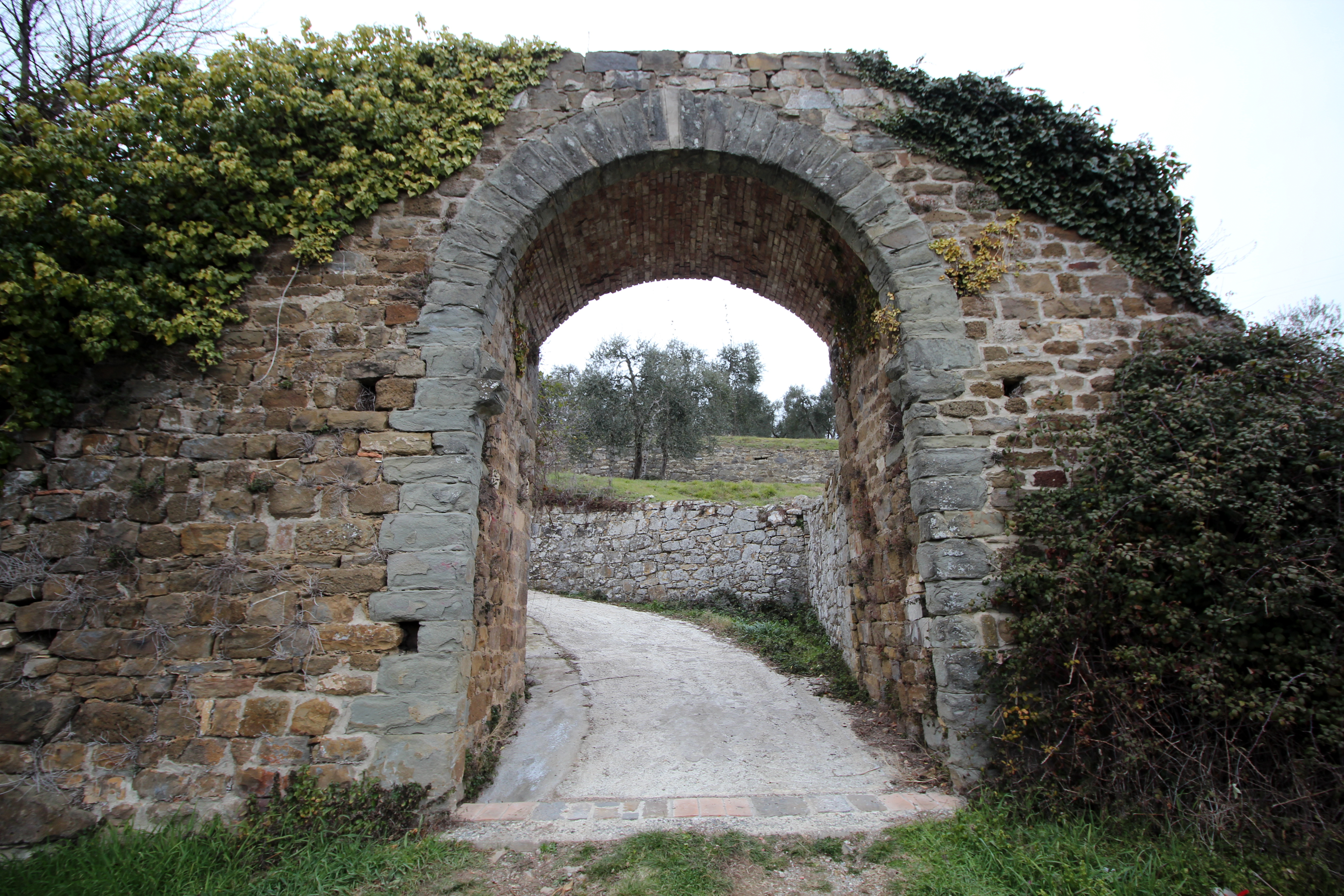
Reste des Stadttores Porta Gattoli

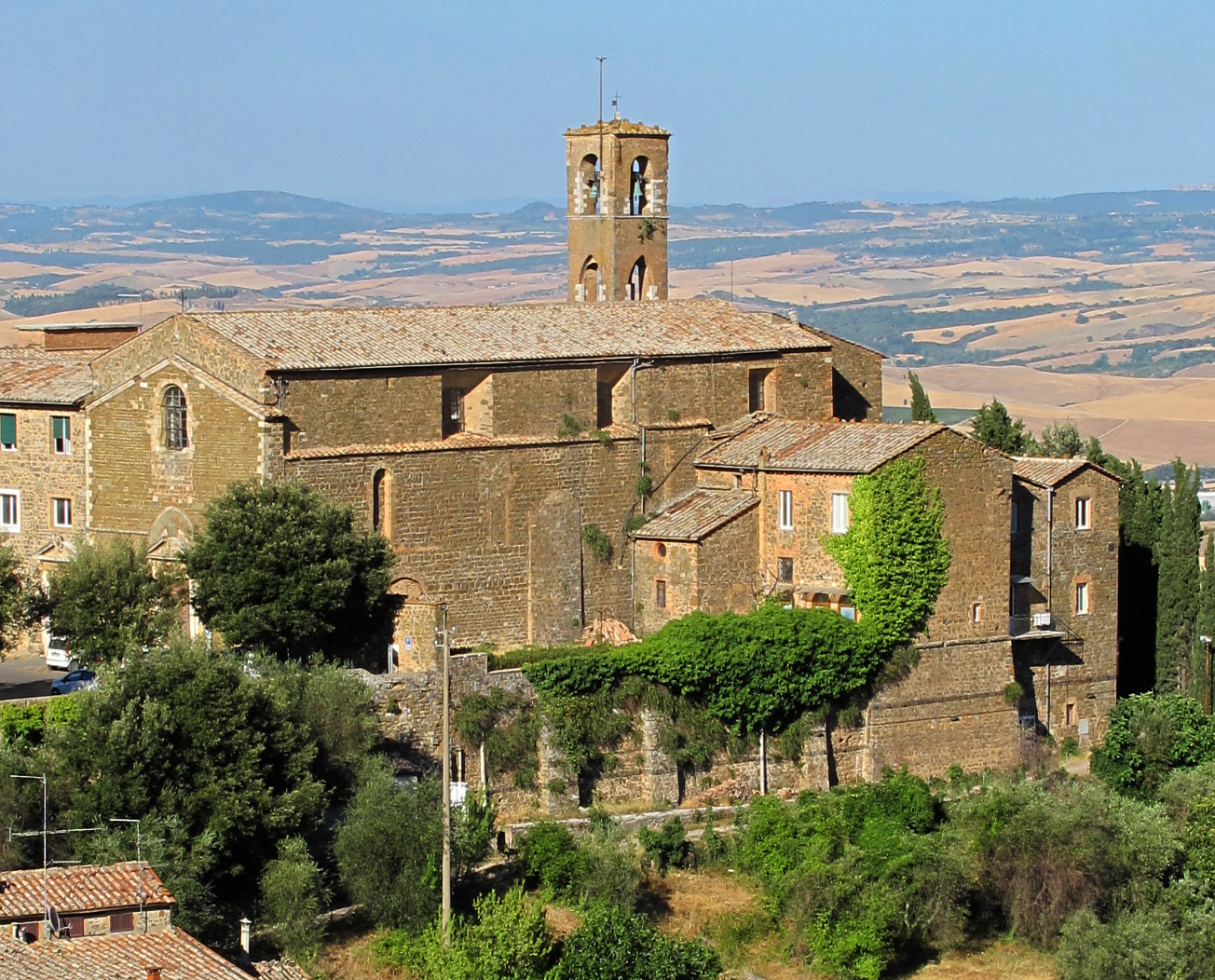
Chiesa di San Francesco

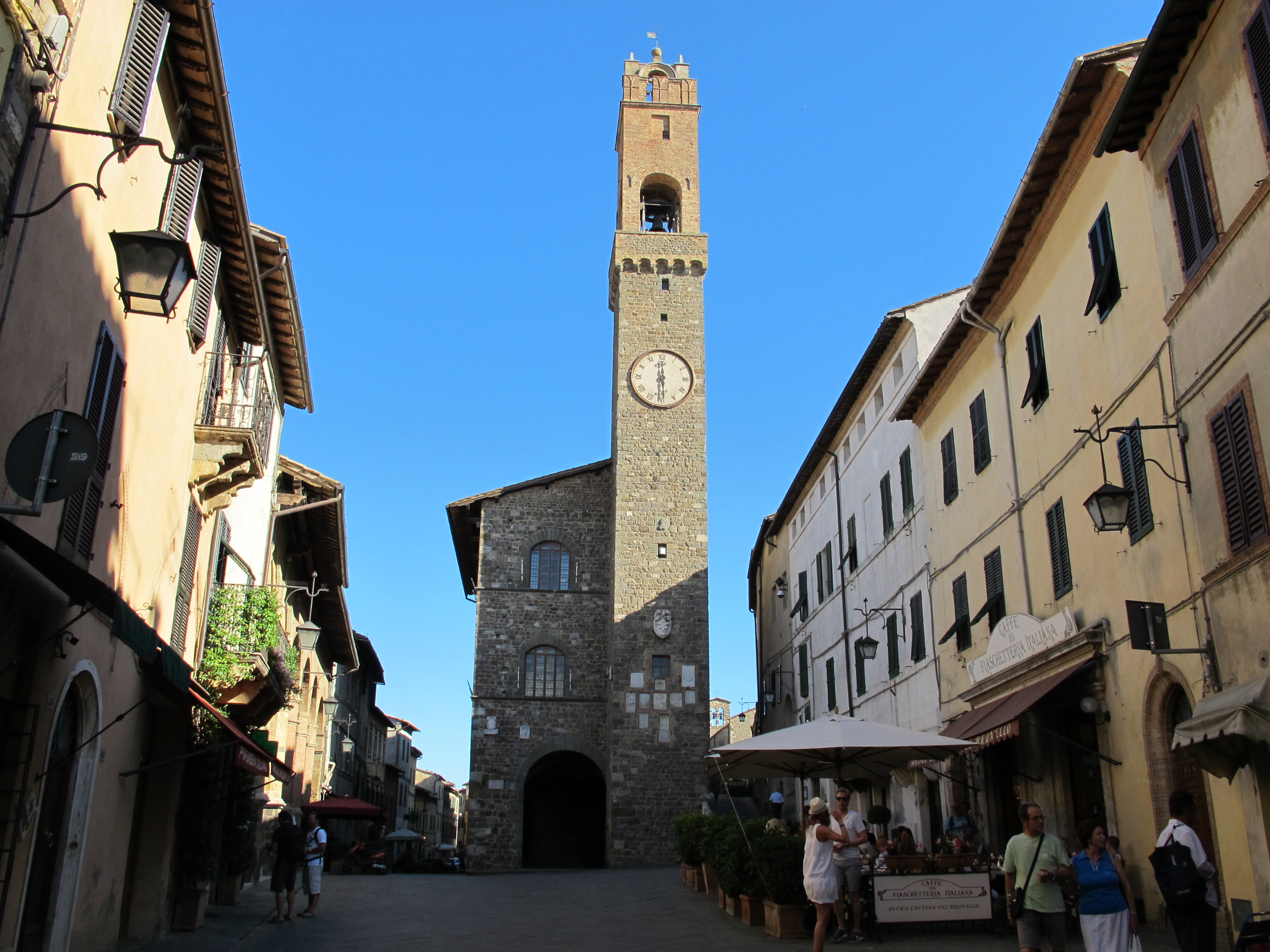
Palazzo dei Priori

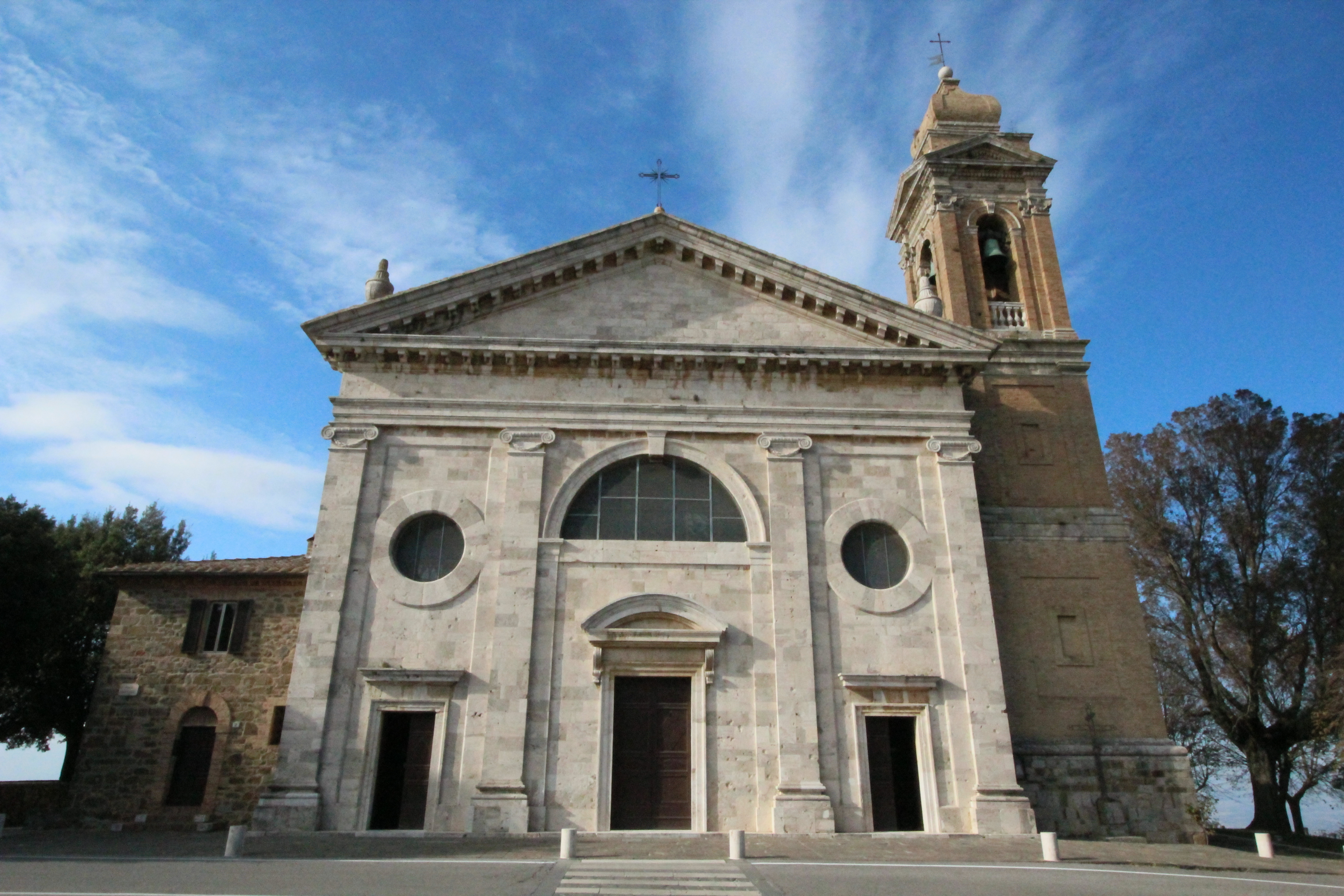
Santuario della Madonna del Soccorso

- Duomo di Montalcino (Concattedrale del Santissimo Salvatore), seit 1986 Konkathedrale des Erzbistums Siena-Colle di Val d’Elsa-Montalcino, befindet sich im historischen Ortskern. Entstand aus der Pieve di San Salvatore, einer Pieve, die um das Jahr 1000 entstand und 1462 von Pius II. zur Kathedrale ernannt wurde. Die Kirche wurde von 1818 bis 1832 fast vollständig erneuert und im neoklassischen Stil angelegt, die Baupläne wurden von Agostino Fantastici angefertigt. Der Campanile stammt aus dem 18. Jahrhundert. Im Inneren befinden sich die Kunstwerke Immacolata Concezione con Gesù e Dio Padre (1588 entstanden) und San Giovanni Battista nel deserto von Francesco Vanni, San Michele Arcangelo che scaccia gli angeli ribelli dal Paradiso aus dem Umfeld des Domenico Beccafumi sowie das Gemälde Madonna Assunta tra angeli con i Santi Ippolito Vescovo e Cipriano Martire von Francesco Nasini, 1647 entstanden.[11]
- Fortezza, auch Castello di Montalcino oder Cassero genannt, Burg bzw. Befestigungsanlage, die von der Republik Siena 1361 fertiggestellt wurde. Architekten waren Mino Foresi und Domenico di Feo. Teile der älteren Stadtmauer wurden hier mit eingearbeitet (Bastione di San Martino).[6]
- Stadtmauern aus dem 13. und 14. Jahrhundert mit den sechs Stadttoren[12]:
  - Porta Burelli (noch vorhanden, nördliches Tor)
  - Porta Castellana (noch in Teilen vorhanden, östliches Tor, auch Porta di Fonte Buia bzw. Fontebuia genannt)
  - Porta Cerbaia (noch vorhanden, südliches Tor)
  - Porta al Corno (heute nicht mehr vorhanden, nordwestliches Tor)
  - Porta al Cassero (nahe der Burg, noch vorhanden, südwestliches Tor)
  - Porta Gattoli (noch in Teilen vorhanden, südöstliches Tor)
- Sant’Agostino, Kirche nahe der Kathedrale aus dem 14. Jahrhundert. Enthält Werke, die dem Bartolo di Fredi zugeschrieben werden (Storie di Sant’Agostino, Evangelisti und Dottori della Chiesa)[11]
- Chiesa di Sant’Antonio Abate, 1448 erwähnte Kirche mit einer Fassade aus dem 18. Jahrhundert. Enthält von Pietro Sorri das Gemälde Morte di Sant’Antonio Abate aus dem Jahr 1502.[11]
- Chiesa dei Bianchi, auch Madonna della Pace genannt. Heute Kirche der Misericordia. Enthält aus dem 16. Jahrhundert das Gemälde Santi Elisabetta d’Ungheria e Ludovico di Tolosa adoranti la Madonna col Bambino tra i Santi Francesco e Chiara, das auch „Madonna della Pace“ genannt wird (befindet sich am Hochaltar).[11]
- Chiesa di Sant’Egidio, auch Chiesa dei Senesi genannt. Wurde 1325 von der Republik Siena errichtet und war deren offizielle Kirche. Enthält von Alessandro Casolani das Werk Cristo risorto e Santi.[11]
- Ex-Chiesa di Sant’Egidio, ehemalige Kirche, die erstmals 1048 erwähnt wurde.[11]
- Chiesa di San Francesco, ehemalige Kirche, die sich heute im Besitz der Gemeinde befindet. Wurde im 13. Jahrhundert an der Stelle der älteren Kirche Sant’Angelo in Castelvecchio, die der Abtei Sant’Antimo angehörte, errichtet und 1285 von dieser an die Franziskaner gegeben. Von 1788 bis 1795 wurde die Kirche von Tommaso Paccagnini umgebaut. Enthält Fresken von Vincenzo di Benedetto di Chele Tamagni (Storie della vita della Vergine, Domine quo vadis? und Caduto di Simon Mago, alle 1510 entstanden), Gemälde von Ventura Salimbeni (San Simone Stock che riceve dalle Vergine lo scapolare) und Alessandro Casolani (Allegoria dell’immacolata concezione).[11]
- Chiesa di San Lorenzo in San Pietro, Kirche aus dem 14. Jahrhundert, die der Abtei Sant’Antimo gehörte. Wurde im 16. Jahrhundert erneuert und enthält von Ventura Salimbeni die Werke Christo consegna le chiavi a San Pietro (1599 entstanden), Disputa dell’Eucarestia (1600 entstanden) und Christo inchiodato alla Croce (1604 entstanden).[11]
- Palazzo Comunale, heutiges Rathaus der Stadt (Municipio).
- Palazzo dei Priori (auch Palazzo Comunale genannt, enthält zudem die Cappella delle Carceri[11]), Regierungspalast am Hauptplatz Piazza del Popolo aus dem 13./14. Jahrhundert mit Turm. Die gegenüber liegende Loggia stammt aus dem 14. Jahrhundert.[6]
- Museo Civico e Diocesano d’Arte Sacra, Kunstmuseum im Ex-Convento degli Agostiniani (Convento di Sant’Agostino), entstand 1987 aus dem Museo Civico (1958 gegründet) und dem Museo Diocesano d’Arte Sacra (1925 entstanden und 1953 erweitert).[11] Das Museum besitzt fast 200 Kunstwerke, die in 12 Räumen ausgestellt werden, darunter Werke von Bartolo di Fredi (Incoronazione della Vergine, Polittico aus dem Jahr 1388, insgesamt 14 Werke aus den Jahren 1382 bis 1388[6]), Domenico di Agostino (Annunciata, 1369 entstanden), Giovanni d’Agostino (Angelo annunciante) (alle Saal A), Ambrogio Lorenzetti (San Paolo und San Pietro, Francesco di Valdambrino (beide Saal B), Sano di Pietro (Madonna dell’Umiltà, Saal C), Andrea della Robbia (Saal D), Marco Pino (Madonna col Bambino, San Giuseppe e San Francesco, Saal E), Francesco Rustici (Madonna con il Bambino, San Giovannino, il beato Bernardo Tolomei e Sant’Onofrio, Saal F), Giovanni Bologna (Saal N)[13] und Biagio di Goro Ghezzi (Sant’Agostino e San Paolo, Holzgemälde, stammt aus der Kirche Sant’Antonio Abate in Montalcino)[14]. Die Räume K und J existieren nicht.[13]
- Santuario della Madonna del Soccorso, Sanktuarium bei dem ehemaligen Stadttor Porta Corniolo. Entstand um das Jahr 1330 über einer älteren Kirche, der Campanile stammt aus dem Jahr 1782, die Travertinfassade aus dem Jahr 1820. Zu den Kunstwerken innerhalb des Santuariums gehören die Werke Assunzione della Vergine von Vincenzo di Benedetto di Chele Tamagni (1527 entstanden) und Calvario von Francesco Vanni.[11]
- Spedale di Santa Maria della Croce, 1214 gegründetes Hospital in der Via Cavour. Beherbergt heute Teile der Gemeindeverwaltung. Enthält eine mit Fresken des Tamagni um 1510/12 ausgestatteten Raum.[11]
- Fonte Castellana (auch Fonti Castellane), Brunnen im Viertel Pianello nahe der Porta Castellana, bereits im 16. Jahrhundert erwähnt.[15]
- Teatro degli Astrusi, Theater, das erstmals 1678 erwähnt wurde und 1763 durch den Architekten Leonardo de’ Vegni am heutigen Ort nahe dem Palazzo dei Priori entstand.[16]

### Außerhalb der Stadtmauern

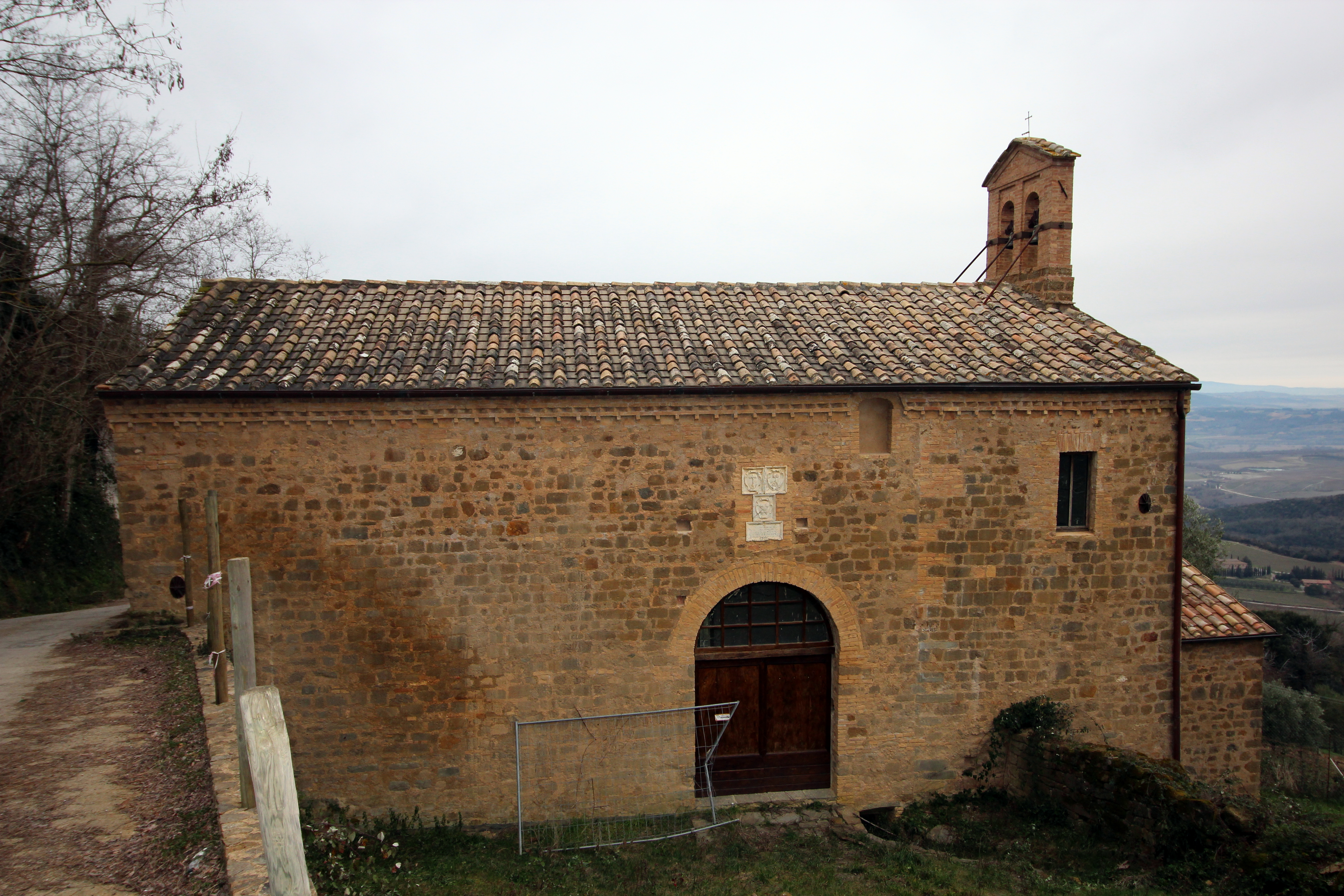
Die Kirche Santa Maria delle Grazie

- Chiesa di Santa Maria delle Grazie, Kirche kurz außerhalb des Stadttores Porta Burelli. Entstand im 14. Jahrhundert und erlitt schwere Schäden im Krieg um die Gemeinde im Jahr 1553. Wurde 1577 restauriert und ist heute im Besitz der Gemeinde.[11]
- Chiesa della Madonna del Latte, Kirche kurz südlich von Montalcino (Via Osticcio) nahe der Pineta an der alten Straße nach Sant’Angelo in Colle. Das Gebäude entstand wahrscheinlich im 16. Jahrhundert und ist seit 1756 als Kirche bekannt.[17][18]
- Convento dell’Osservanza, Konvent kurz außerhalb der Stadtmauern. Wurde erstmals im 16. Jahrhundert erwähnt, die heutige Konstruktion entstammt dem 18. Jahrhundert. Im Inneren gibt es die Kirche della Natività di Maria, die Werke von Sano di Pietro und Girolamo di Benvenuto enthielt.[11]
- Fonte Buia (auch Fontebuia), Brunnenruine kurz außerhalb der Porta Castellana, wahrscheinlich um das Jahr 1000 entstanden und ältester Brunnen der Stadt.[19]
- Badia Ardenga (mit der Kirche Chiesa di Sant’Andrea Apostolo), ca. 8 km nördlich am Fluss Ombrone gelegen, Monasterium das im 11. Jahrhundert von den Vallombrosaner gegründet und 1462 von Pius II. aufgelöst wurde.[11]
- Castiglion del Bosco, Burg aus dem 13. Jahrhundert, die später in eine Villa umgewandelt wurde. Die Kirche San Michele besitzt Werke von Pietro Lorenzetti.[20]

### In den Ortsteilen
Castelnuovo dell’Abate

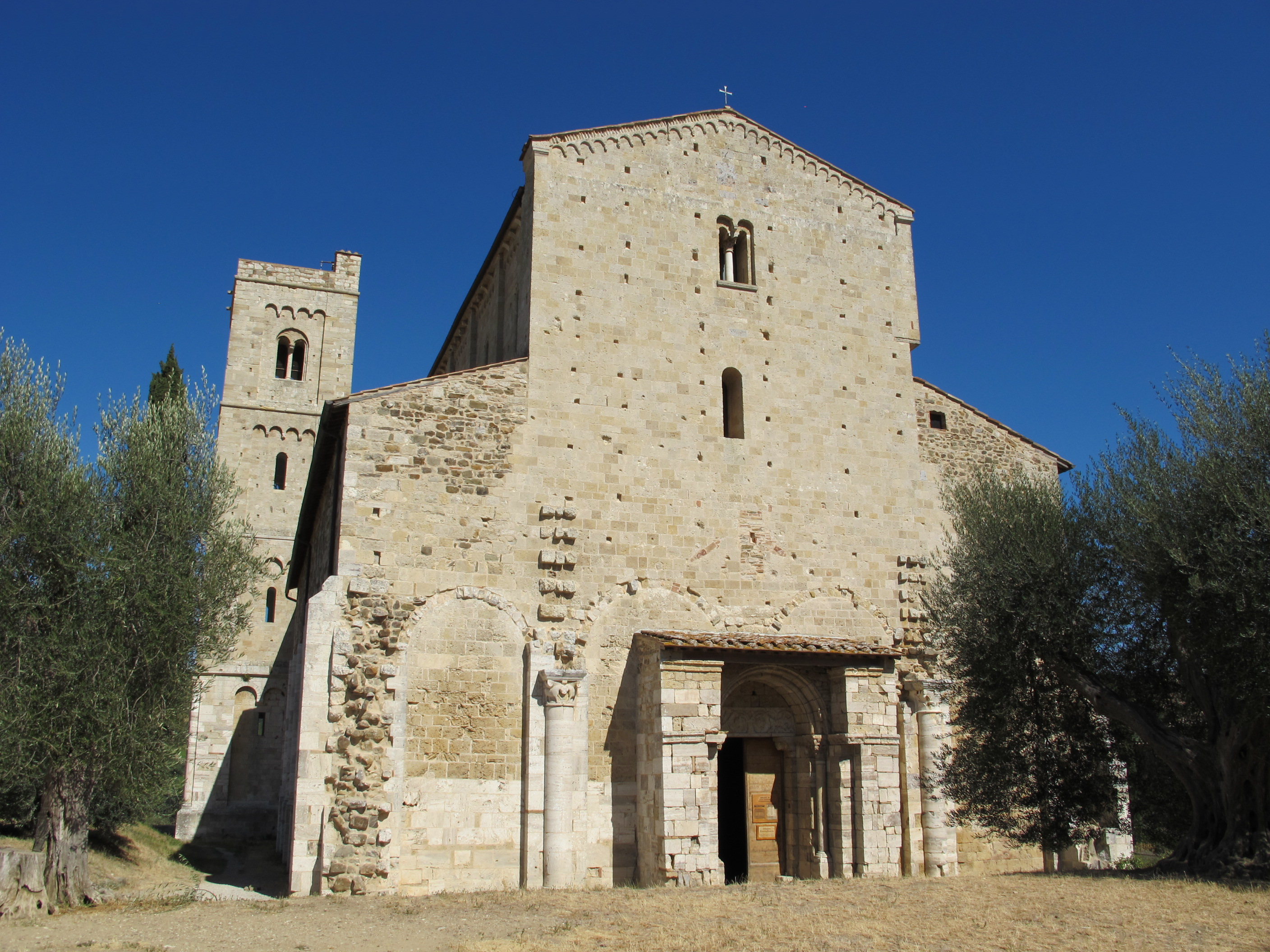
Die Abtei Sant’Antimo

- Abtei Sant’Antimo, eine der bedeutendsten Klosteranlagen Italiens.
- Pieve dei Santi Filippo e Giacomo, Pieve im Ortskern des Ortsteils Castelnuovo dell’Abate aus dem 15. Jahrhundert, die durch die anliegende Abtei Sant’Antimo entstand.

Montisi
- Grancia di Montisi, Zehnthof von Santa Maria della Scala (Siena)
- Pieve della Santissima Annunziata
- Chiesa delle Sante Flora e Lucilla
- Oratorio di Sant’Antonio abate della compagnia del Santissimo Sacramento
- Santuario della Madonna delle Nevi (Chiesa della Torricella)
- Oratorio di San Bartolomeo
- Chiesa di Santa Lucia

San Giovanni d’Asso
- Pieve di San Giovanni Battista, Pieve in unmittelbarer nähe zur Burg.
- Chiesa di San Pietro in Villore, Kirche nahe der Burg.
- Chiesa della Misericordia, Kirche nahe der Burg.
- Chiesa della Madonna del Tribbio, Kirche außerhalb des Ortes.

Sant’Angelo in Colle
- Pieve di San Michele Arcangelo, Pieve im Ortskern.
- Chiesa della Madonna della Misericordia, Kirche im Ortskern.
- Chiesa di San Pietro, Kirche kurz außerhalb der Befestigungsmauern.
- Torrione del Palazzaccio, ehemalige Befestigungsanlage im Ortskern.

Torrenieri
- Chiesa di Santa Maria Maddalena, Kirche im Ortskern.
- Oratorio della Compagnia di San Rocco, Kirche/Kapelle im Ortskern.
- Monastero di San Piero ad Asso, Klosterruine nahe Torrenieri.

Weitere Ortschaften

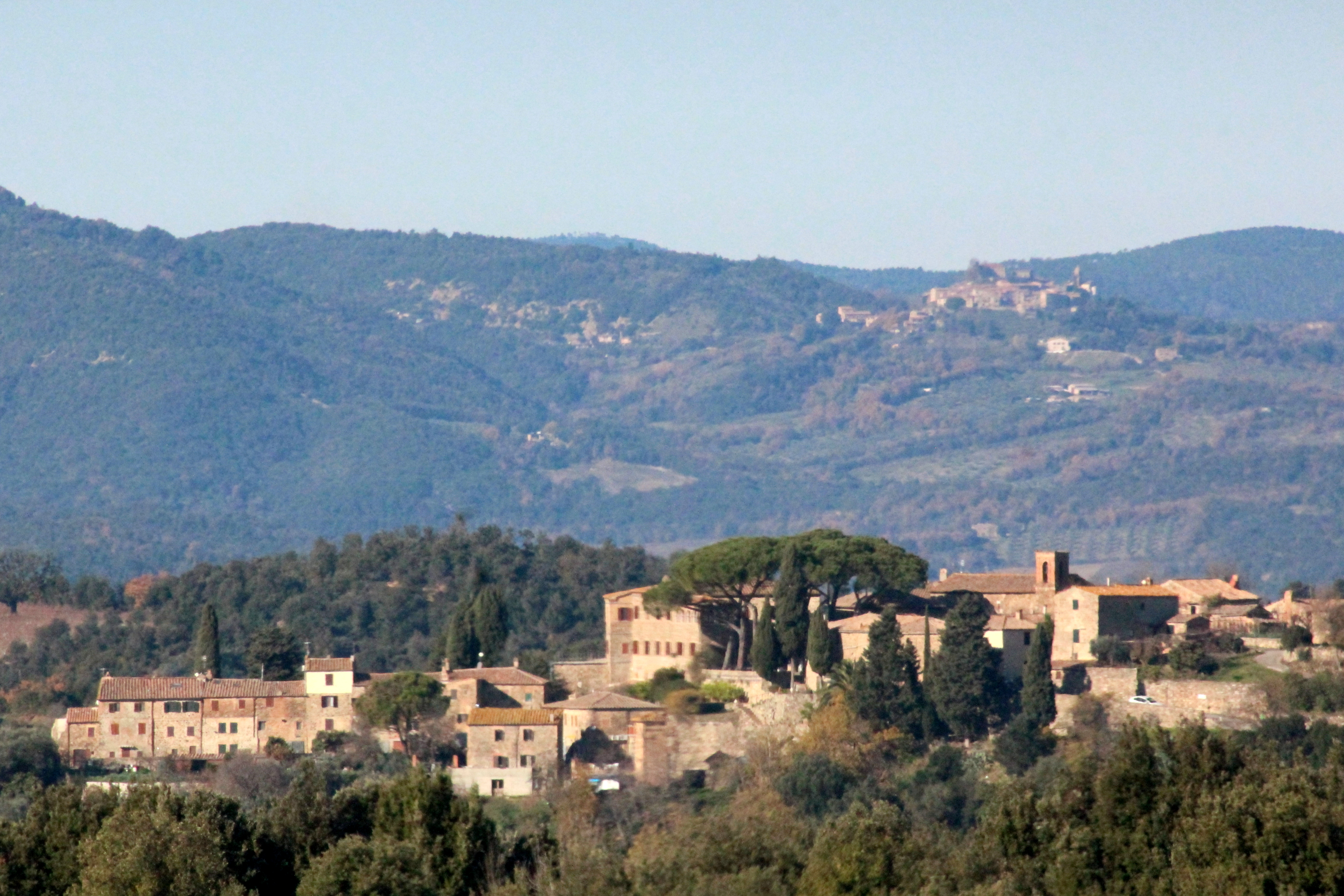
Der Ortsteil Camigliano

- Pieve dei Santi Biagio e Donato, Pieve im Ortsteil Camigliano.
- Pieve di Santa Restituta, bereits 650 dokumentierte Pieve, ca. 5 km südwestlich vom Hauptort gelegen.[20]
- Poggio alle Mura, Befestigungsanlage aus dem 14. Jahrhundert, die die Pieve di San Sigismondo enthält.[20] Liegt ca. 10 km südwestlich von Montalcino und wird heute auch Villa Banfi genannt.[6] Beherbergt das Museum Il Museo della Bottiglia e del Vetro (Glas- und Flaschenmuseum), in deren Sammlung sich Werke von Jean Cocteau, Salvador Dalí und Pablo Picasso befinden.[21]
- Chiesa di San Biagio, Kirche in der Località Lucignano d’Asso.
- Chiesa della Compagnia del Santissimo Rosario, Kirche in der Località Lucignano d’Asso.
- Chiesa di San Lorenzo, Kirche in der Località Montegriffoli.
- Chiesa di San Lorenzo, Kirche in der Località Vergelle.
- Castello di Montelifrè, Burgruine in Località Montelifrè.

### Regelmäßige Veranstaltungen
- Sagra del Tordo (Drosselfest): Farbenfroh und spannend ist das ‚Drosselfest‘, das seit 1958 jährlich am letzten Sonntag im Oktober gefeiert wird. Es ist ein folkloristischer Wettkampf zwischen den vier Stadtteilen des Ortskerns (Borghetto, Pianello, Ruga und Travaglio), der in Form eines Bogenschießens ausgetragen wird und die Jagdsaison eröffnet. Am Beginn steht ein historischer Umzug zur Fortezza, dem Ort des Wettkampfs.[4]

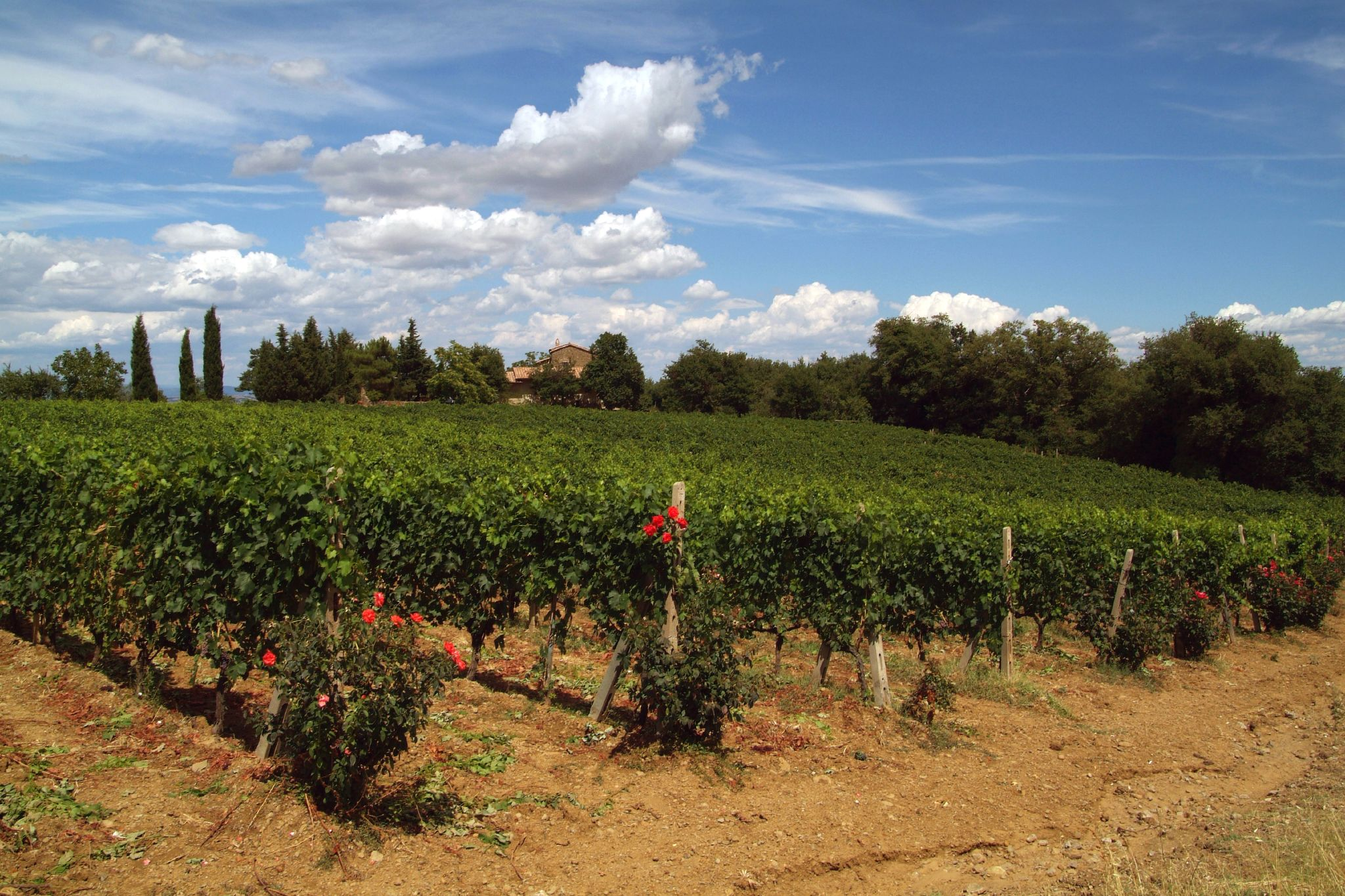
Rebstöcke für den Brunello di Montalcino

## Weinbau
Böden, Lage und Klima der Gegend begünstigen den Weinbau. Durch ihn ist der Ort weltberühmt geworden. Das Topprodukt ist der Brunello di Montalcino, der unbestritten einer der teuersten Spitzenweine Italiens ist. Die Kellereien in und um Montalcino sind daher ein Besuchermagnet. Ebenfalls sehr bekannt ist der Wein Rosso di Montalcino.

## Verkehr
Durch das Ortsgebiet führt die historische Straße Via Francigena sowie die historische und die heutige (moderne) Straße Via Cassia.
Im Ortsgebiet liegen Bahnhöfe, die früher (meist bis 1994) von der Bahnlinie Asciano-Monte Antico bedient wurden. Heute passiert hier nur noch eine touristische Bahn (Treno Natura). Zu den (ehemaligen) Bahnhöfen im Gemeindegebiet gehören die Haltepunkte San Giovanni d’Asso, Torrenieri, Monte Amiata und Sant’Angelo-Cinigiano.

## Städtepartnerschaften
- Napa (USA)[23]
- San Asensio (Spanien)

## Söhne und Töchter der Gemeinde
- Giovanni Mollio (um 1500–1553), Reformator und evangelischer Märtyrer
- Giovan Battista Contini (1642–1723), Architekt[24]
- Agostino Fantastici (1782–1845), Architekt[25][26]